# Ubagan (řeka)
Ubagan (rusky Убаган) je řeka v Kostanajské oblasti v Kazachstánu. Je pravým přítokem Tobolu (povodí Obu). Je 376 km dlouhá. Povodí má rozlohu 50 700 km².

## Průběh toku
Pramení v Kušmurunských horách a na horním toku se nazývá Burdulty-tal. Níže teče přímo na sever Turgajskou úžlabinou. Protéká jezerem Kušmurun a na dolním toku se stáčí na západ a ústí do řeky Tobol.

## Vodní režim
Zdroj vody je převážně sněhový. Průměrný roční průtok vody ve vzdálenosti 100 km od ústí činí 2,71 m³/s. V létě je voda v řece mírně slaná.
Průměrné měsíční průtoky řeky ve stanici Karangala v letech 1945 až 1957: